# Роджър Саймън
Роджър Саймън (на английски: Roger L. Simon) е американски писател на бестселъри в жанра трилър, сценарист, журналист, артист, съосновател и главен изпълнителен директор на „PJ Media“.

## Биография и творчество
Роджър Лихтенберг Саймън е роден на 22 ноември 1943 г. в Ню Йорк, САЩ, в семейството на Норман Саймън, лекар, и Рут Лихтенберг. Учи в Колежа Дартмут и го завършва с бакалавърска степен през 1964 г. През тези години е активен защитник на гражданските права.
Роджър Саймън се жени на 10 юни 1965 г. за Даян Азимов. Имат две деца – Рафаел и Джеси. Развеждат се на 15 декември 1982 г.
През 1967 г. завършва Йейлския университет с магистърска степен по драма. Докато е в Йейл написва първия си роман „Dead Meet“, който е публикуван през 1968 г. Трилърът е харесан и откупен от „United Artists“, а Саймън отива в Холивуд, за да напише сценария. Романът е екранизиран през 1971 г. като черна комедия във филма „Jennifer on My Mind“ с участието на Майкъл Брандън.
Заедно с работа си като сценарист Роджър Саймън започва да пише своята популярна поредица „Детектив Мозес Уайн“. Първият трилър от нея „The Big Fix“ излиза през 1974 г. Той е високо оценен от критиката, номиниран е за наградата „Едгар“ и получава наградата „John Creasey“ на Британските писатели на трилъри. С участието му като сценарист романът е филмиран в едноименния трилър през 1978 г. с участието на Ричард Драйфус.
Романите от криминалната серия са в стил на Мики Спилейн и Реймънд Чандлър, а лосанджелиският частен детектив Мозес Уайн е символ на непоколебимия мъж в ролята на частен полицай. Той е по-различен от останалите частни детективи в художествената литература. Евреин, с минало на хипи и с дълга коса, разведен и обичащ марихуаната, безгрижен и неуморим шегаджия, той е съвсем неконвенционален и разтърсва жанра. Вкарването в заплетения сюжет на много хумор прави фабулата по-приятна за читателите.
Освен като писател и сценарист Роджър Саймън пише и като журналист за „Ню Йорк Таймс“, „Вашингтон пост“ и „Лос Анджелис Таймс“, както и за други издания.
През 1995 г. се жени за Шерил Лонгин, сценарист. Имат едно дете – Мадлен. Двамата са съсценаристи на независимо продуцирания филм „Prague Duet“.
След 11 септември 2001 г. Саймън претърпява политическа трансформация. Дотогава неговите възгледи са на ляв либерал, а след това той минава вдясно по отношение на външните работи и по-късно по финансовите въпроси, извън социалните. Започва да пише блог, който става нещо като интернет сензация. Това довежда до участието му през 2004 г. като съосновател (до 2007 г. с Чарлз Джонсън) и главен изпълнителен директор на „PJ Media“ (първоначално „Pajamas Media“), а по-късно и до създаването през 2008 г. на „PJTV“ – първата онлайн политическа телевизионна мрежа. В „PJTV“ прави, заедно с режисьора Лионел Четуинд, „Поливуд шоу“, в което двамата обсъждат пресечната точка на политиката и развлекателната индустрия.
През 2009 г. Саймън написва документалната книга „Blacklisting Myself“, в която разказва за своя живот и приключения в Холивуд и неговата политическа трансформация. През 2011 г. тя е преработена с допълнителни части и е издадена под заглавието „Turning Right at Hollywood and Vine“.
Роджър Саймън е работил като президент на клон на PEN на Западния бряг и като член на Съвета на директорите на Гилдията на американските сценаристи. Участвал е във факултета на Американския филмов институт и Института за независимо кино „Сънданс“.
Роджър Саймън живее със съпругата си в Лос Анджелис.

## Произведения

### Самостоятелни романи
- Dead Meet (1968) – издадена още като „Heir“
- The Mama Tass Manifesto (1970)

### Серия „Детектив Мозес Уайн“ (Moses Wine)
1. The Big Fix (1974) – награда „John Creasey“, номиниран за наградата „Едгар“
2. Wild Turkey: Мистерията на Мозес Уайн, Wild Turkey (1976)
3. Peking Duck (1979)
4. California Roll (1985)
5. The Straight Man (1986) – номиниран за наградата „Едгар“
6. Raising the Dead (1988)
7. The Lost Coast (1997)
8. Director's Cut (2003)

### Документалистика
- Blacklisting Myself: Memoir of a Hollywood Apostate in the Age of Terror (2009)
- Turning Right at Hollywood and Vine: The Perils of Coming Out Conservative in Tinseltown (2011)
- I Know Best (2016)

### Филмография
- 1971 Jennifer on My Mind – по романа „Heir“
- 1978 The Big Fix – по романа, сценарист
- 1981 Bustin' Loose – сценарист
- 1985 My Man Adam – автор и директор на продукция
- 1989 Enemies: A Love Story – съсценарист, номиниран за наградата „Оскар“
- 1990 Father Dowling Mysteries – ТВ сериал, в ролята на д-р Грийнбърг
- 1991 Scenes from a Mall – автор
- 1998 Prague Duet – автор и директор на продукция
- 2009 In Plain Sight – тв сериал, в ролята на Луи Морело
- 2011 A Better Life – автор